# Joseph von Cavallar

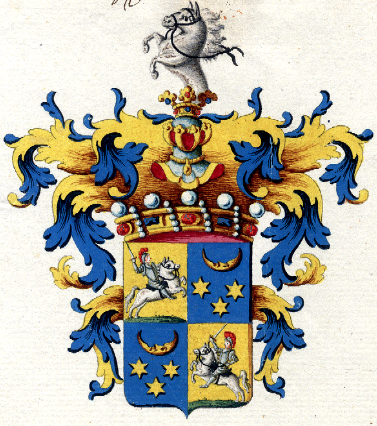
Wappen der Freiherren von Cavallar

Joseph Freiherr von Cavallar (* 1739 bei Weißenfels, Herzogtum Krain; † 22. April 1812 in Waschkowitz, Herzogtum Bukowina) war ein habsburgischer Generalmajor sowie Feldmarschallleutnant und Remontierungskommandant in der Bukowina.

## Biografie
Josef Cavallar begann seinen Militärdienst 1758 im Dragonerregiment Erzherzog Josef, absolvierte eine Offiziersausbildung an der Theresianischen Militärakademie, kämpfte im Siebenjährigen Krieg, kam 1769 zur Deutschen Arcierengarde und kehrte als Oberleutnant zu seinem Regiment zurück.
Infolge der zahlreichen Kriege des 18. Jahrhunderts war es zu einer großen Verringerung des inländischen Pferdebestandes gekommen. Erste Maßnahmen unter Maria Theresia (Pferdezuchtpatent 1763) und weitere unter Joseph II. führten zu einer Intensivierung der Pferdezucht.
1774 wurde Cavallar mit dem Pferdeankauf für den Hofkriegsrat u. a. im neu unter Habsburgs Herrschaft gelangten Galizien und in der Bukowina beauftragt. In den folgenden Jahren dehnte er diese Einkaufsreisen von Polen und Moldau bis in den russischen Raum zu Don-Kosaken, Kaukasus-Tartaren, nach Georgien, zum Ural-Gebirge und nach Astracan, zum Asowschen und Kaspischen Meer aus. Zweck dieser Reisen war es Pferde für die inländische Zucht zu kaufen.
Cavallar verfasste zahlreiche Reiseberichte über seine Reisen zum Pferdeankauf. Er erzählt dort ausführlich über Land, Leute und kleine Abenteuer, die er und seine Offiziersgruppe während ihrer vier Reisen von 1773 bis 1777 erlebten. Man erfährt über die Lebensgewohnheiten und die Kultur von Kosaken, Tataren, Kalmücken und Russen. Dazu gehören auch die Zahlungsmodalitäten, die dort vorherrschten.
1781 wurde er zum Oberstwachtmeister und zum Kommandanten der Assentkommission und 1791 zum Obristen und Kommandanten des Gestütes bei Waschkowitz am Czeremosz in der Bukowina, etwa 30 Kilometer von Wiznitz entfernt, ernannt. Das Kommando wurde als "Cavallar'sches Remontenankaufs-Commando" bekannt. Binnen 18 Jahren wurden im Ganzen über 30000 Remonten angekauft. In den nächstgelegenen Ortschaften Trasenecz, Strosenecz, Ober- und Nieder-Wictow und Luczina ließ er auch noch zusätzliche Stallungen zur Unterkunft der Pferden erbauen.
Kaiser Franz II. erhob ihn als Landesherr am 26. Juli 1799 in den österreichischen Freiherrenstand.
1808 wurde er vom Kaiser für seine Verdienste mit dem Kleinkreuz des königlich ungarischen St.-Stephans-Ordens ausgezeichnet.
Jahrzehnte nach dem Ableben von Joseph von Cavallar, bat der Grundherr von Bechometz Graf Stephan Wassilko von Serecki den Hofkriegsrat um Erlaubnis zur Errichtung eines Monuments für den Verstorbenen.
Joseph von Cavallar gilt als Gründer des Gestütes für Altösterreichisches Warmblut in Radautz, Bukowina, und war außerdem entscheidend an der Entstehung bzw. Zuchtgeschichte der Gestüte "Shagya-Araber" und "Vollblutaraber" beteiligt. Zahlreiche von ihm verfassten Berichte und Reisebeschreibungen befinden sich im österreichischen Staatsarchiv.

## Familie
Er war mit Ludmilla Gräfin a Ponte Leone verheiratet. Aus dieser Ehe stammten zwei Kinder, die früh starben. Joseph von Cavallar ist der Großonkel von Ferdinand I. Cavallar von Grabensprung und Ururgroßonkel von Ferdinand Cavallar von Grabensprung und Wilhelm Cavallar von Grabensprung. Die Familie soll von einem altadeligen Geschlecht aus Brescia abstammen und Ende des 16. Jahrhunderts nach Weißenfels in Krain gekommen sein.